# SC Schwarz-Weiss 06 Düsseldorf
SC Schwarz-Weiss 06 Düsseldorf is een Duitse voetbalclub uit Düsseldorf, Noordrijn-Westfalen.

## Geschiedenis
De club werd opgericht in 1906 en sloot zich aan bij de West-Duitse voetbalbond. Vanaf de jaren twintig speelde de club in de Bergisch-Markse competitie, die gedomineerd werd door stadsrivalen TuRU 1880, Fortuna 1895 en Sport-Club 99. In 1931 slaagde de club erin om te promoveren naar de hoogste klasse en werd zevende op negen clubs in groep II. Het volgende seizoen werd de zesde plaats behaald. Hierna werd de Gauliga ingevoerd als hoogste klasse. De club kwalificeerde zich hier niet voor en speelde hierna niet meer op het hoogste niveau en zakte langzaam weg in de anonimiteit.
De laatste jaren kwam de club weer terug in de hogere regionale klassen en in 2019 promoveerde de club na het behaalde kampioenschap in de Bezirksliga naar de Landesliga.
Ook heeft zanger Heino hier vroeger een tijd gevoetbald.